# Weissenberg-Effekt
Als Weissenberg-Effekt (nach dem Physiker Karl Weissenberg) wird in der Rheologie das Verhalten mancher nichtnewtonscher Flüssigkeiten bezeichnet, die an einem rotierenden Stab hochsteigen. Bei Spätzleteig ist dieser Effekt besonders ausgeprägt.
Im Alltag tritt das Phänomen beim Torten- oder Kuchenmachen bzw. beim Rühren eines Teiges auf. Der Teig klettert dann den Rührstab hinauf, statt in der Schüssel zu bleiben. Wie der Teig zeigt auch Ketchup diesen Weissenberg-Effekt. Füllt man nämlich etwas Ketchup in ein Wasserglas und rührt mit einem Stab, dann steigt das Ketchup den Stab hinauf, statt eine glatte Oberfläche zu behalten.
Grund dafür ist das sehr komplexe Diffusionsverhalten in Flüssigkeiten wie Ketchup, Teig, aber auch Honig. Diese Eigenschaft bezeichnet man auch als eine „rheologische“ Besonderheit. Die Beschreibung solcher Phänomene erfolgt disziplinenübergreifend:
Physik der weichen Materie, Chemie, Biologie und Materialforschung sind beteiligte Disziplinen.
Dass das Fluid in der Mitte des gerührten Gefäßes emporsteigt, ist unabhängig davon, ob dort eine Rührwelle als Steighilfe vorhanden ist.
Wenn mit einem Magnetrührer gerührt wird, bildet sich in der Mitte auch eine Erhöhung. Allerdings ist die Ausprägung geringer.
Der Weissenberg-Effekt zählt zu den Normalspannungseffekten.

## Technische Bedeutung
Der Weissenberg-Effekt ist vor allem als Störeffekt in Rührprozessen bekannt. So kann es in Rührkesselreaktoren bei schlechter Konstruktion zum Ausfall von Rührwerken kommen, weil das gerührte Produkt das Lager oder den Motor verstopft. Auch beim großtechnischen Teigrühren ist dieser Effekt unerwünscht.